# آندرا دوست
آندرا دوست (به انگلیسی: Andrea Doucet) (زاده ۱۹۶۰ در بریتانیا) جامعه‌شناس و نویسنده کانادایی است. او استاد جامعه‌شناسی و مطالعات جنسیتی دانشگاه براک است. او هم چنین سردبیر علمی مجله Fathering می‌باشد. او خواهر روزنامه نگار بی بی سی لیز دوست است.

## نشریات برگزیده
- (با جانت سیلتانن):روابط جنسیتی، تقاطع باوری وفراتر از آن-دانشگاه آکسفورد سال ۲۰۰۸
- ?Do Men Mother-انتشارات دانشگاه تورنتو سال ۲۰۰۶ (شابک ‎۰−۸۰۲۰−۸۵۴۶−۶)

## جوایز
آندرا دوست در سال ۲۰۰۷ جایزه کتاب تعالی را از انجمن جامعه‌شناسی کانادا دریافت کرد.